# Turnier der Sieger

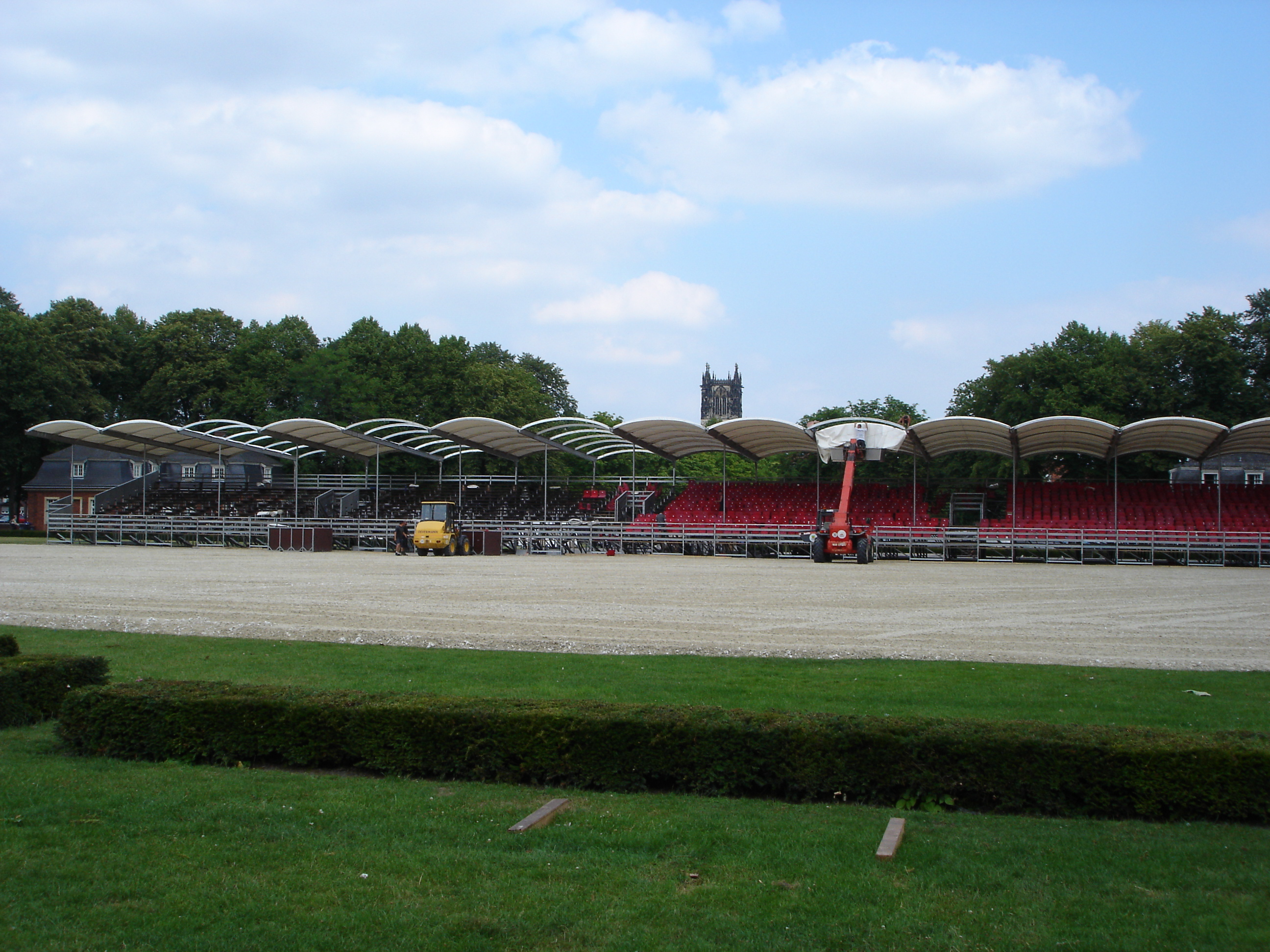
Aufbauarbeiten am Turnierplatz vor dem Schloss 2006

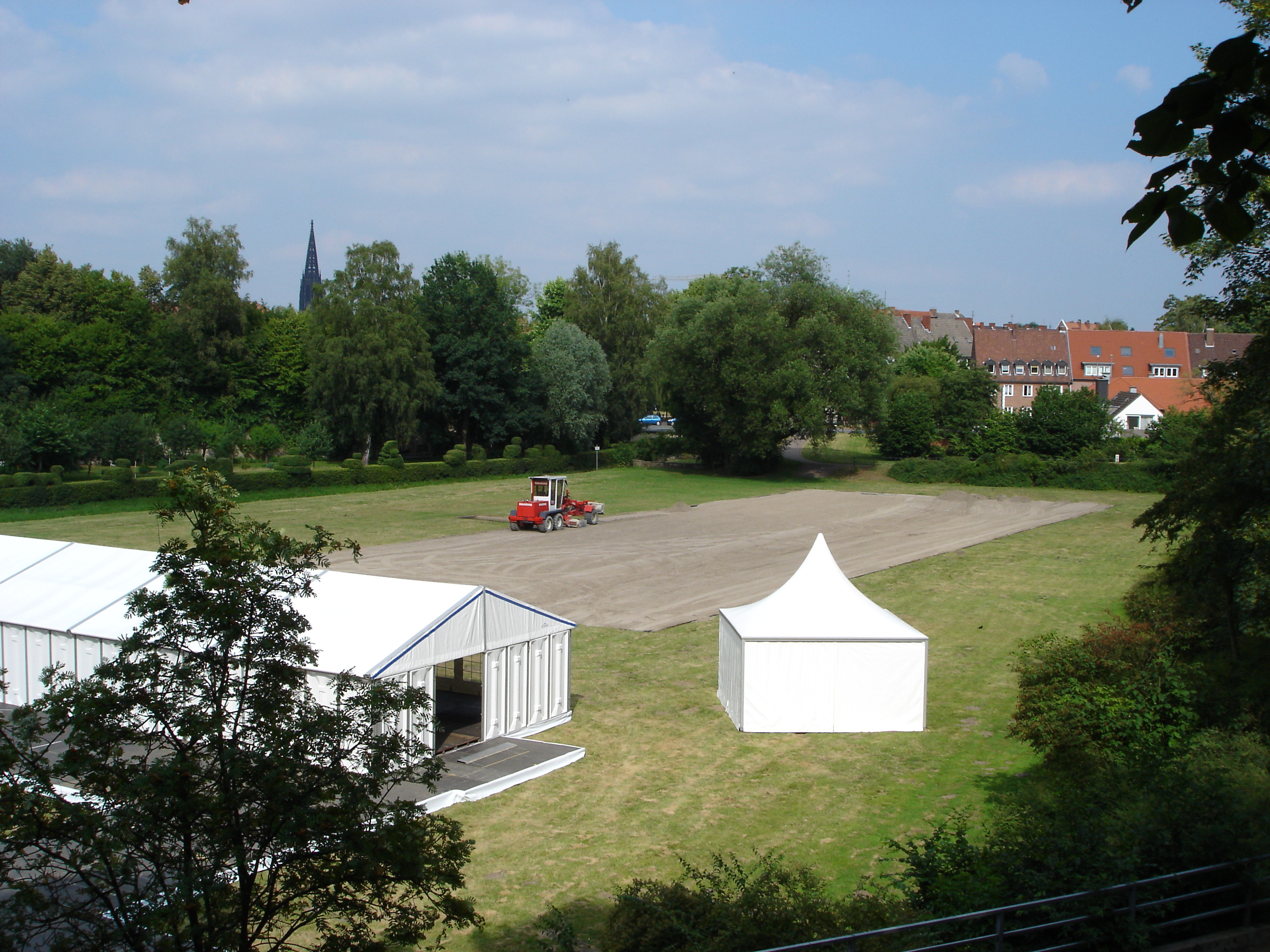
Aufbauarbeiten an der Westerholt’schen Wiese. Links neben dem Planierfahrzeug ist noch der Wassergraben zu erkennen.

Das Turnier der Sieger ist ein bedeutendes Pferdesport-Turnier im westfälischen Münster.

## Geschichte
Seit der ersten Austragung im Jahre 1955 wird es vom Westfälischen Reiterverein von 1835, dem ältesten Reiterverein in Deutschland, ausgerichtet. Ausgetragen werden Wettbewerbe im Springreiten und der Dressur, für die eine Vielzahl unterschiedlicher Preise ausgelobt werden.
Das Turnier der Sieger war in den Jahren 1960, 1985, 1991, 1997, 2001, 2006 und 2010 Austragungsort der Deutschen Meisterschaften im Springen und der Dressur. Im Jahr 1972 fand hier die erste Weltmeisterschaft der Vierspännerfahrer statt.
Daneben ist das Turnier seit 2003 – mit Unterbrechung in den Jahren 2006 und 2010 – Station der Riders Tour. Aufgrund von Terminschwierigkeiten fanden 2005 erstmals keine Wettbewerbe in der Dressur statt, nachdem der Veranstalter einem Terminwechsel mit dem CHIO in Aachen zustimmte, um das weltweit größte Reitturnier nicht zu gefährden.

## Das Turnier
Die Beginne des Turniers liegen in den 1930er Jahren, damals wurde das Turnier vollständig auf der Westerholt’schen Wiese in Münster, gelegen zwischen dem Neuwerk und der Promenade, ausgetragen. Nach Beseitigung der Kriegsschäden wurde 1955 auf der Westerholt’schen Wiese das erste Turnier der Sieger ausgetragen.
Später kam der Schlossplatz als Austragungsort hinzu, auf dem die Springreitwettbewerbe ausgetragen werden. Die Dressur verblieb vorerst auf der Westerholt’schen Wiese, deren Nutzung für die Springreitwettbewerbe noch heute durch den Wassergraben als Hindernis erkennbar ist.
In den 2000er Jahren wurden auch die Dressurwettbewerbe auf den Schlossplatz verlegt.
Im Jahr 2011 konnte das Turnier aufgrund von starken Niederschlägen nur eingeschränkt stattfinden. Infolgedessen wurde das Geläuf des Turnierplatzes vor dem Schloss bis zum Turnier 2012 vollständig erneuert.
Zum Abschluss des Turniers 2016 dankten die Reiter Turnierchef Hendrik Snoek: „Aber es wird einmal Zeit, Danke zu sagen für das, was Hendrik Snoek über Jahrzehnte für die Reiter, die Pferde, die Betreuer, die Besitzer, die Züchter und auch für Münster auf die Beine stellt. Das ist unglaublich und allemal wert, dass wir uns offiziell bedanken.“ (Ludger Beerbaum) Marcus Ehning lobte in diesem Rahmen des Turniers: „Das Turnier sucht seinesgleichen und wird mit Herzblut gemacht. Wir haben keine Kosten, das ist einmalig für eine Vier-Sterne-Veranstaltung, dazu fühlt man sich hier einfach wohl.“

## Hauptprüfungen und Sieger

### Grand Prix Kür
Die Grand Prix Kür beim Turnier der Sieger findet unter Flutlicht am Turniersamstag statt. Sie war im Jahr 2017 mit 8.000 € dotiert.
Sieger ab 2007:
| - 2007: Klaus Husenbeth mit Piccolino (75,350 %) - 2008: Andrea Timpe mit Rosselini G (73,550 %) - 2009: Hubertus Schmidt mit Hinnerk TSF (75,200 %) - 2010: (Deutsche Meisterschaft) - 2011: Uta Gräf mit Le Noir (74,250 %) - 2012: Dorothee Schneider mit Forward Looking (76,850 %) - 2013: Ingrid Klimke mit Dresden Mann (80,075 %) |  |  | - 2014: Uta Gräf mit Dandelion OLD (76,025 %) - 2015: Charlott-Maria Schürmann mit Burlington FRH (76,350 %) - 2016: Hendrik Lochthowe mit Boston (74,925 %) - 2017: Isabell Werth mit Anne Beth (78,275 %) - 2018: Ingrid Klimke mit Franziskus (76,150 %) - 2019: Ingrid Klimke mit Franziskus (79,300 %) |

### Grand Prix Spécial
Den Abschluss der Dressurprüfungen bildet in Münster der Grand Prix Spécial, der in memoriam Reiner Klimke ausgetragen wird. Die Prüfung war im Jahr 2017 mit einem Preisgeld von 9.200 € ausgestattet. Er wird am Sonntagmorgen durchgeführt.
Sieger ab 2007:
| - 2007: Heike Kemmer mit Bonaparte (75,200 %) - 2008: Hubertus Schmidt mit Weltissimo (71,880 %) - 2009: Carola Koppelmann mit Insterburg TSF (71,167 %) - 2010: (Deutsche Meisterschaft) - 2011: Hubertus Schmidt mit Valentino G (73,458 %) - 2012: Anabel Balkenhol mit Dablino (75,125 %) - 2013: Hubertus Schmidt mit Donnelly (75,313 %) |  |  | - 2014: Wolfram Wittig mit Bertoli W (73,667 %) - 2015: Anabel Balkenhol mit Dablino FRH (77,294 %) - 2016: Anabel Balkenhol mit Dablino FRH (77,373 %) - 2017: Dorothee Schneider mit Rock’n Rose (74,314 %) - 2018: Dorothee Schneider mit Faustus (75,706 %) - 2019: Jil-Marielle Becks mit Damon’s Satelite NRW (74,412 %) |

### Großer Preis
Wichtigste Prüfung für die Springreiter beim Turnier der Sieger ist der Große Preis, der nach seinem Sponsor den Namen BMW Hakvoort Trophy trägt. Diese Prüfung ist die Wertungsprüfung der Riders Tour und findet am Sonntagnachmittag statt. Die Dotation betrug im Jahr 2017 125.000 €.
Sieger ab 2005:
| - 2003: Michael Whitaker - 2004: Meredith Michaels-Beerbaum - 2005: Meredith Michaels-Beerbaum mit Checkmate - 2006: (Deutsche Meisterschaft) - 2007: Anna-Maria Jakobs mit Lausejunge - 2008: Janne Friederike Meyer mit Lambrasco - 2009: Gilbert Böckmann mit No father’s girl - 2010: Marcus Ehning mit Leconte (Rahmenprüfung Dt. Meisterschaft) - 2011: Katrin Eckermann mit Carlson - 2012: Ludger Beerbaum mit Chaman - 2013: Angelica Augustsson mit Mic Mac du Tillard |  |  | - 2014: Steve Guerdat mit Nino des Buissonnets - 2015: Ludger Beerbaum mit Chaman - 2016: Marcus Ehning mit Pret a Tout - 2017: Jens Baackmann mit Carmen - 2018: Christian Ahlmann mit Clintrexo Z - 2019: Charlotte Bettendorf mit Raia d’Helby |